# 村松健太郎
村松 健太郎（むらまつ けんたろう、1979年2月15日 - ）は、日本の映画ライター。当人は、「映画文筆屋」を自称している。

## 経歴
神奈川県横浜市出身。神奈川県立新羽高等学校、東海大学政治経済学部政治学科卒業。ニューシネマワークショップ修了。
大学卒業後の2002年にチネチッタに入社する。2007年にTOHOシネマズに転職。脳梗塞を患い、一度は復職するも再発し、長期療養ののち2011年春に退職した。
2012年に日本アカデミー協会の民間会員となり、沖縄国際映画祭の審査員などを務めるなどして、脳梗塞から徐々に復帰。2013年時点では、ニューシネマワークショップ配給部に勤務していた。
脳梗塞の影響で杖が必須の状態にある。2016年頃からはインターネットでの映画文筆業に専念。シネマズプラスの公式ライターとして寄稿している他、シネマトゥデイでは映画短評を行うなどして活動している。